# Klein Reith
Klein Reith (plattdeutsch Lüttjen Reith) ist ein Wohnplatz in der Gemarkung Reith in der niedersächsischen Gemeinde Brest im Landkreis Stade. 

## Geographie und Verkehrsanbindung
Klein Reith liegt südwestlich des Kernorts Brest, 1 km von Reith entfernt, an der K 47, die im Nordwesten über Reith zur K 48 und im Osten über Wohlerst und Kakerbeck nach Hollenbeck zur L 124 führt. Das Naturschutzgebiet Im Tadel liegt nördlich von Klein Reith. 

## Geschichte
Klein Reith wurde erst im 19. Jahrhundert gegründet und gehörte schon immer mit zu Reith.

## Infrastruktur

### Feuerwehr
Die Freiwillige Feuerwehr Reith ist für Klein Reith mit zuständig.